# Hydrocephalus

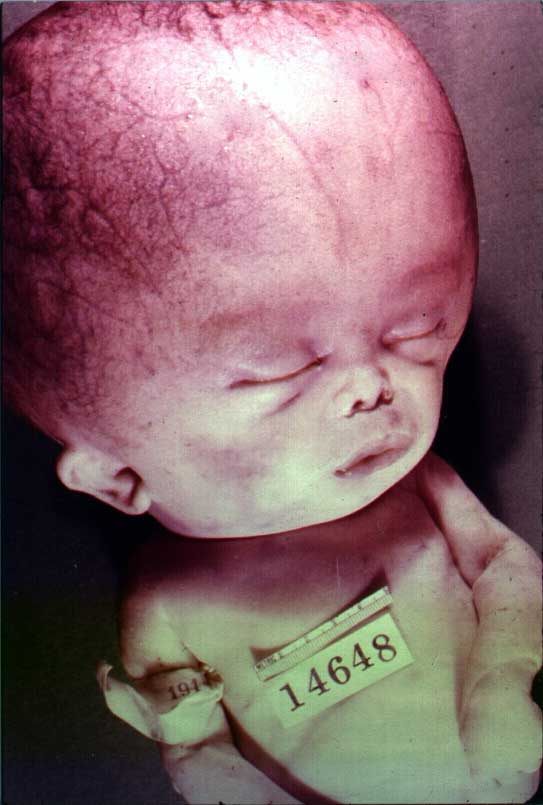
Hydrocephalus

Hydrocephalus (také označovaný vodnatelnost mozku nebo vodnatelnost hlavy) je patologický stav, při němž dochází k abnormálnímu hromadění mozkomíšního moku v komorách nebo dutinách mozku. To může způsobit nitrolební hypertenzi a postupné rozšiřování hlavy, křeče a mentální postižení. Hydrocefalus může také způsobit smrt. Název pochází z řeckých slov ὕδωρ [hydór] – voda a κεφαλή [kefalé] – hlava.

## Léčba
Řeší se zpravidla neurochirurgickou operací, zavedením tzv. shuntu (čti šantu), hadičky, která odvádí mozkomíšní mok, zpravidla do krajiny břišní. Dříve se používaly hadičky z umělého materiálu pouze pro volný odtok moku, dnes hadičky obsahují magneticky nastavitelnou kapsli, která rychlost průtoku moku reguluje. Ke správnému fungování hadičky (a vhodné regulaci moku) je obvykle třeba podstoupit vyšetření CT, jež ukáže aktuální stav mozkových komor při plnění.